# Житловий будинок (вулиця Гребінки, Ніжин)
Житловий будинок — пам'ятка архітектури місцевого значення у Ніжині. Нині використовується як житловий будинок.

## Історія
Спочатку було внесено до «список пам'яток архітектури нововиявлених» під назвою «Кам'яниця».
Наказом Міністерства культури і туризму від 21.12.2012 № 1566 надано статус «пам'ятник архітектури місцевого значення» з охоронним № 10022-Чр під назвою «Житловий будинок».

## Опис
У 1696 році було відкрито школу Ніжинського грецького братства. Спочатку розміщувалася в Михайлівській церкві, потім у спеціально для неї побудованому поруч із церквою дерев'яному будинку. Термін навчання — два роки. До школи, як правило, приймали дітей мешканців грецької колонії, але були й винятки. Наприклад, 1748 року школу закінчив Микола Миколайович Бантиш-Каменський — український та російський історик.
У 1814 році (за іншими даними в 1817 році) «Ніжинська грецька школа» (будинки № 18, 20) була реорганізована в «Ніжинське грецьке Олександрівське училище» і розташовувалося у власному будинку (будинок № 24).
Кам'яний, одноповерховий, прямокутний у плані будинок.